# 板倉重冬
板倉 重冬（いたくら しげふゆ）は、伊勢亀山藩の第2代藩主。板倉家宗家5代。

## 生涯
寛文12年（1672年）、板倉重大（藩祖・板倉勝重の三男）の長男として生まれる。延宝8年（1680年）10月に伊勢亀山藩主・板倉重常の養子となる。貞享3年（1686年）12月、従五位下、周防守に叙位・任官した。貞享5年（1688年）2月16日、重常の隠居により家督を継いだ。

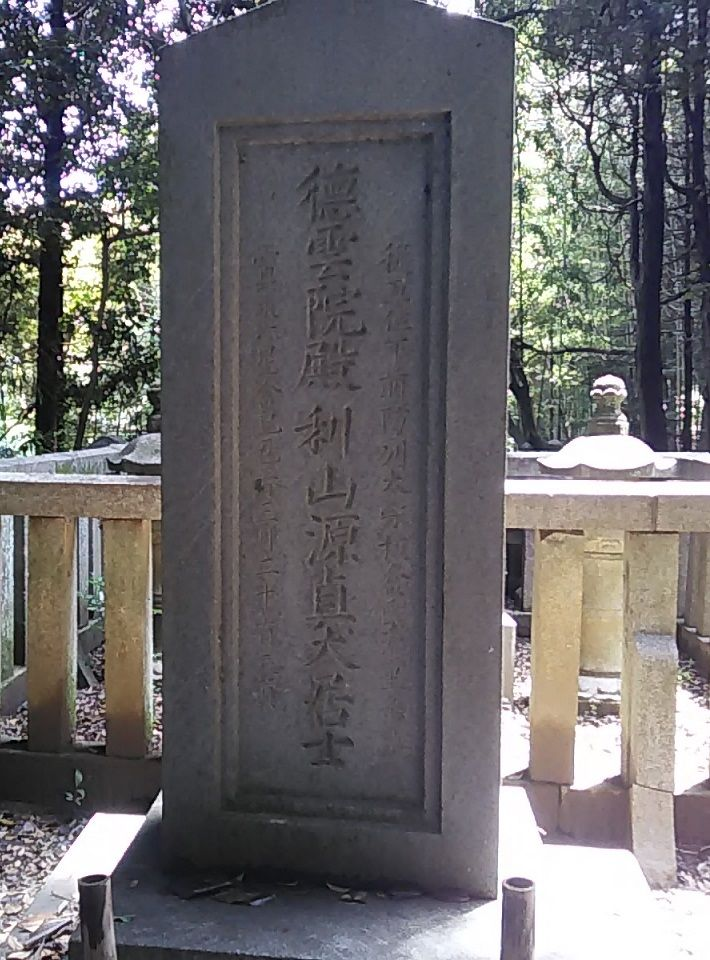
板倉重冬の墓(西尾市長圓寺)

宝永5年（1708年）に奏者番となった。宝永6年（1709年）3月23日に死去。享年38。跡を長男の重治が継いだ。